# Naticornus luteum
Naticornus luteum är en tvåvingeart som beskrevs av Olejnicek 2005. Naticornus luteum ingår i släktet Naticornus och familjen styltflugor.
Artens utbredningsområde är Laos. Inga underarter finns listade i Catalogue of Life.